# 기장대로
기장대로(Gijang-daero)는 부산광역시 기장군 기장읍 내리 송정1호교와 장안읍 명례리를 잇는 부산광역시의 도로이다. 시점인 송정1호교부터 교리삼거리까지 구간은 부산광역시도 제23호선, 교리삼거리부터 종점인 명례리 시 경계까지 구간은 국도 제14호선 및 부산광역시도 제91호선에 속한다. 또한 송정1호교부터 기장 교차로까지 구간은 부산광역시도 제77호선과 중복된다. 시점부터 일광 교차로까지 구간은 2008년까지 국가지원지방도 제31호선에 속했다. 기장군을 남북으로 관통하고 있어 기장군 지역의 주 간선도로 역할을 한다.

## 연혁
- 1975년 7월 4일 : 양산군 기장면 석산리 ~ 청강리 510m 구간 개통, 기존 520m 구간 폐지[1]
- 1980년 10월 2일 : 양산군 일광면 이천리 ~ 울주군 청량면 동천리 총 2.093km 구간 개통, 기존 2.356km 구간 폐지[2]
- 1995년 7월 1일 : 부산광역시 해운대구 반송동 ~ 기장군 기장읍 기룡리 16.42km 구간 개통[3]
- 1997년 12월 27일 : 좌천 ~ 울산간 도로(부산광역시 기장군 장안읍 기룡리 ~ 울산광역시 울주군 청량면 개곡리) 17.12km 구간 개통, 기존 17.52km 구간 폐지[4]
- 2009년 7월 8일 : 2개 이상 구·군에 걸쳐 있는 도로로 기장대로를 고시[5]
- 2009년 7월 10일 : 2개 이상 시·도에 걸쳐 있는 도로로 기장대로를 고시[6]

## 주요 경유지
부산광역시
- 기장군 (기장읍 - 일광읍 - 장안읍)

## 노선
- 연한 파란색(■): 부산광역시도 제23호선 및 부산광역시도 제77호선 중복 구간
- 연한 초록색(■): 부산광역시도 제23호선 구간
- 연한 분홍색(■): 국도 제14호선 및 부산광역시도 제91호선 중복 구간

| 이름                            | 접속 노선                                                                         | 소재지          | 소재지                | 비고                                    |
| 해운대로와 직결                 | 해운대로와 직결                                                                   | 해운대로와 직결 | 해운대로와 직결       | 해운대로와 직결                         |
| ------------------------------- | --------------------------------------------------------------------------------- | --------------- | --------------------- | --------------------------------------- |
| 송정1호교                       |                                                                                   | 기장군          | 기장읍                |                                         |
| (동부산 나들목 하부)            | 부산광역시도 제2302호선 (동부산관광로)                                            | 기장군          | 기장읍                | 동부산 나들목으로 진출입 불가           |
| (이름 없음)                     | 소정안길                                                                          | 기장군          | 기장읍                |                                         |
| 내리교                          |                                                                                   | 기장군          | 기장읍                |                                         |
| 해운대 나들목 (기장 교차로)     | 65호선 동해고속도로 부산광역시도 제77호선                                         | 기장군          | 기장읍                |                                         |
| 연화육교 교차로                 | 부산광역시도 제2303호선 (청연로) 차성로                                           | 기장군          | 기장읍                |                                         |
| 연화과선교                      |                                                                                   | 기장군          | 기장읍                |                                         |
| 청강사거리                      | 부산광역시도 제2304호선 (대변로) 부산광역시도 제2305호선 (대청로)                 | 기장군          | 기장읍                |                                         |
| 죽성사거리                      | 죽성로 차성남로 청강로                                                            | 기장군          | 기장읍                |                                         |
| 기장군청 신천교                 |                                                                                   | 기장군          | 기장읍                |                                         |
| 교리삼거리                      | 국도 제14호선 부산광역시도 제91호선 (반송로)                                      | 기장군          | 기장읍                |                                         |
| 일광 교차로                     | 일광로                                                                            | 기장군          | 일광읍                | 장안 방면 진입 불가 송정 방면 진출 불가 |
| 일광철도육교                    |                                                                                   | 기장군          | 일광읍                |                                         |
| 새싹삼거리                      | 이화로                                                                            | 기장군          | 일광읍                |                                         |
| 기장일광IC 교차로 (기장 나들목) | 600호선 부산외곽순환고속도로 65호선 동해고속도로 국도 제31호선 (기장~장안간 도로) | 기장군          | 일광읍                |                                         |
| 화전 교차로                     | 이화로 화용길                                                                     | 기장군          | 일광읍                |                                         |
| (청광고가교)                    | 차양길                                                                            | 기장군          | 일광읍                |                                         |
| 좌천삼거리                      | 부산광역시도 제9103호선 (좌천로)                                                  | 기장군          | 일광읍                |                                         |
| 좌천교                          |                                                                                   | 기장군          | 일광읍                |                                         |
|                                 | 장안읍                                                                            | 기장군          |                       |                                         |
| 좌천사거리 (좌천고가교)         | 국가지원지방도 제60호선 (정관로) (좌천로)                                         | 기장군          |                       |                                         |
| 좌동교                          |                                                                                   | 기장군          |                       |                                         |
| 좌동삼거리                      | 좌동길                                                                            | 기장군          |                       |                                         |
| 장안 나들목 (장안IC 교차로)     | 65호선 동해고속도로                                                               | 기장군          |                       |                                         |
| 용소삼거리                      | 장안로 방모산2길                                                                  | 기장군          |                       |                                         |
| 기룡리 교차로                   | 장안로                                                                            | 기장군          | 송정 방면 진입만 가능 |                                         |
| 기룡교                          |                                                                                   | 기장군          |                       |                                         |
| 기룡 교차로                     | 반룡로                                                                            | 기장군          |                       |                                         |
| (이름 없음)                     | 명례산단로                                                                        | 기장군          |                       |                                         |
| 남창로와 직결                   |                                                                                   |                 |                       |                                         |

## 주요 건물 및 시설
- 부산국제외국인학교 (부산광역시 기장군 기장읍 기장대로 50)
- 청강리공영차고지 (부산광역시 기장군 기장읍 기장대로 313)
- 기장군청 (부산광역시 기장군 기장읍 기장대로 560)
- 부산환경공단 기장사업소 (부산광역시 기장군 기장읍 기장대로 564)
- 기장체육관 (부산광역시 기장군 기장읍 기장대로 650)
- 메가마트 기장점 (부산광역시 기장군 기장읍 기장대로 673)
- 부산기장경찰서 (부산광역시 기장군 기장읍 기장대로 692)